# PassCode
PassCode（パスコード）は、日本の女性ラウドロックアイドルグループ。we-B studios所属。レーベルはMoooD Recordsである。

## 概要
音楽プロデューサーの平地孝次が大阪スクールオブミュージック専門学校を卒業後、大阪でメンバーを募って2013年2月に立ち上げた。幾度かのメンバーチェンジを経て2016年10月にメジャーデビューした。愛称は「パスコ」、ファンは「ハッカー」と呼ばれている。
PassCodeの楽曲はラウドロック（エレクトロニコア）、特にFear, and Loathing in Las Vegasなどに代表される「ピコリーモ」に分類されている。シャウトやオートチューンをかけたボーカルを用いて目まぐるしく変化する。PassCodeはライブの盛り上がりを重視し、ロックバンドとの対バンやロック・フェス参加に積極的。モッシュやクラウドサーフをする観客がよく現れる。

## 特徴

### 音楽性
音楽プロデューサーの平地は結成当初のPassCodeに「すごくかわいらしい楽曲」（南菜生）を歌わせた 。音楽を生業にするためだったが、意に反して観客はほとんど集まらなかった。そこで平地は、南の要望を受けてラウドロック（エレクトロニコア）を取り入れた楽曲「アスタリスク」を制作。2014年2月に発表すると観客が増え始め、メンバーも「すごく曲を聴いてもらえた」（南）と実感した。
平地や所属事務所の社長である法橋昂広（ほうきょう たかひろ）は、自らのバンド「DayLight Season」に向けてエレクトロニコアの楽曲を制作していた。PassCodeの人気曲の一つ「Club Kids Never Die」もDayLight Seasonが先に披露していた。平地はELLEGARDENやPerfumeなどの好きな曲の要素を用いて楽曲を制作していくうちにエレクトロニコアに行き着いた。

### ライブパフォーマンス
当初はメンバー自身などで振付をしていたが、メジャー1stシングル「MISS UNLIMITED」以降ELEVENPLAYのKOHMENが振付を担っている。『VIRTUAL TOUR 2016』ファイナル公演以降、サポートバンドの生演奏になった。南はバンドメンバーを含めて「チームPassCode」と呼んでいる。MY FIRST STORYのドラマーKid'zがレコーディング、ライブに参加している。

### 評価
髙嶋政宏は「21世紀のアイドルと近代プログレとのミラクルなドッキング。時折出てくるリフはオーファンド・ランドかスティーヴン・ウィルソンかと思うほどのクオリティーの高さ。激タイトなサウンドにアンドロイドヴォイス。これはチケット取れなくなるで～」と語った。
『SUMMER SONIC 2015 IDOL SONIC』に出場の際、ブッキングを担当する柴田悠哉は「PassCodeはFear, and Loathing in Las Vegasとかのメタルに共振するような音楽をやっていて、面白いのではないかと。BABYMETALの次の存在になりうる」と述べた。『SUMMER SONIC 2015』ではSIDE SHOWとして、『SUMMER SONIC 2017』ではオープニングアクトとしての出演であったが、『SUMMER SONIC 2018』では東京・大阪共にメインアクトとなった。
YouTuberのセゴリータ三世は自身の動画で「楽曲のレベルが非常に高く、全国のバンドマンは危機感を覚えるレベル」と語った。この動画を機にPassCodeのメンバーがセゴリータ三世の動画に出演することになり、加えて9thシングル「STARRY SKY」初回盤収録の「Music Video Behind The Scenes」ではセゴリータ三世自身が撮影、インタビュー、編集などを担い、ユニバーサルミュージックの作品に携わることとなった。

## メンバー
| 名前                       | 愛称       | 生年月日（年齢）       | 出身地 | カラー   | 備考                                                                          |
| -------------------------- | ---------- | ---------------------- | ------ | -------- | ----------------------------------------------------------------------------- |
| 南菜生 みなみ なお         | やちい     | 1996年11月27日（28歳） | 大阪府 | ピンク   | 2013年7月加入 ミスiD2016・実行委員長特別賞 ライブでは煽りを担当               |
| 高嶋楓 たかしま かえで     | かっぴ     | 1993年12月25日（31歳） | 大阪府 | イエロー | 2014年2月加入                                                                 |
| 大上陽奈子 おおがみ ひなこ | ひなちゃん | 1998年6月22日（27歳）  | 大阪府 | パープル | 2015年8月加入 モーニング娘｡10期オーディション最終審査進出                     |
| 有馬えみり ありま えみり   | えみちゃん | 1999年3月7日（26歳）   | 兵庫県 | レッド   | 2021年8月加入 SHADES、作詞家、LADYBABYに第3期メンバーとして在籍（活動休止中） |

### 旧メンバー
- 神崎玲香　2013年5月、初ライブ前に脱退。
- 香月恭子（かづき きょうこ）、2013年8月脱退。
- 桜井さき（さくらい さき）、2013年10月脱退。
- 黒原優梨（くろはら ゆうり）、2015年10月脱退。
- 今田夢菜（いまだ ゆな、愛称：ちゆな、1994年12月17日（30歳）、大阪府、ブルー）、2014年2月加入 - 2021年8月脱退[注釈 1]。元SO.ON project。ボーカル、ダンス及びシャウトを担当。

### バンドメンバー
| 名前      | 使用楽器   | 備考                                            |
| --------- | ---------- | ----------------------------------------------- |
| たかやん  | ギター     | VIRTUAL TOUR 2016 in Zepp DiverCity Tokyo       |
| Ichika    | ギター     | VIRTUAL TOUR 2016（岡山、京都、大阪、高松）Dios |
| Yoichi    | 白ギター   |                                                 |
| KAI       | ギター     | US TOUR 2023 Last Day Dream                     |
| KENT      | 赤ギター   | 元LOTH                                          |
| Gen       | ギター     | US TOUR 2023 GREEN3YED ex.Graupel               |
| Toshihiro | ベース     | 元my-Butterfly→元PassCodeバンドマスター         |
| 亜太      | ベース     | KNOCK OUT MONKEY                                |
| Masato    | ベース     |                                                 |
| Kid'z     | ドラムス   | 元LOTH→MY FIRST STORY                           |
| Ryota     | ドラムス   | Kid'zと交代で担当、元Another Story              |
| 高橋遥平  | ドラムス   | ハルカ。2023年以降Kid'zの代理として担当。       |
| VAVA      | ドラムス   | 2017年12月16日まで同行、キバオブアキバ          |
| Coba84    | キーボード | 2018年2月10日まで同行                           |
| 森谷優里  | キーボード |                                                 |

## 略歴

### 結成
2013年
2月、黒原優梨、桜井さき、香月恭子、神崎玲香の4名で結成。
5月23日、神崎が脱退。3人体制となる。
5月26日、心斎橋FANJで初ライブ。コンセプトは「二面性。ときに可愛く、ときにかっこよく」であった。
7月3日、 南菜生が加入。
7月13日、桜井が活動休止。南が初ライブ。3人体制を維持。
8月25日、香月が脱退。2人体制となる。
10月1日、休止中の桜井が脱退。

### ラウドロックへ
2014年
2月24日、高嶋楓、今田夢菜が加入。4人体制になったのを機にラウドロックへ大きく舵を切り、新生PassCodeとなる。
3月16日、大阪RUIDOの『Rステ Vol.1』で、新生PassCode初ライブ。
5月11日、大塚Hearts+で初の東京ライブ。
6月12日、デビューアルバム『ALL IS VANITY』を発売。
6月15日、リリースイベント『PassCodeハジメマシタ』をdues新宿で開催。以降、東名阪でvol.2 - vol.4を開催。
9月26日、1stシングル「NEXTAGE」を発売。
10月4日に大阪MUSE、5日に目黒鹿鳴館で1stワンマンライブ『ALL is VANITY』を開催。
2015年
3月18日、ライブDVD『ALL is VANITY』を発売。
4月5日、2ndワンマンライブ『TRIAL of NEXTAGE』を新宿BLAZEで開催。
8月1日、大上陽奈子が加入。5人体制となる。
8月1日・2日、『TOKYO IDOL FESTIVAL 2015』に出演。
8月15日、『SUMMER SONIC 2015』SIDE-SHOWに出演。
10月19日、黒原が脱退。以降、4人体制で活動を行うこととなる。
10月25日 - 、4人体制で初の全国ワンマンツアーを開催。

### メジャーデビュー
2016年
10月26日、メジャーデビューシングル「MISS UNLIMITED」を発売。
2017年
3月25日、初の海外パフォーマンスとなる『大港開唱 Megaport Festival』（台湾）に出演。あわせて、イベント『ENIGMA in TAIPEI Special presented by SYNTREND』を開催。
8月2日、メジャー1stアルバム『ZENITH』を発売。
8月19日・20日、『SUMMER SONIC 2017』SONIC STAGEに出演。
9月14日、今田が体調不良のため約2か月間の活動休止を発表。「卵巣の嚢胞性腫瘤」であることが公表された。
11月10日、『PassCode ZENITH TOUR 2017』ツアー初日から今田が復帰。しかし、体調は万全とは言えず途中でステージを降りる場面が続いた。
2018年
5月22日、シングル「Ray」のリリースイベントを川崎CLUB CITTA'で開催。全10曲をバンド編成で披露した。
8月18日・19日、『SUMMER SONIC 2018』に出演。
9月20日 - 、台湾、韓国公演を含むライブツアー『PassCode Taking you out TONIGHT! Tour 2018』を開催。
10月5日、海外デビューアルバム『Ex Libris PassCode』をイギリスJPU RECORDSレーベルから発売。
2019年
4月3日、メジャー2ndアルバム『CLARITY』を発売。オリコン週間ランキング10位を獲得し自己最高順位を更新した。
4月13日 - 、東京、名古屋、大阪、福岡でのZepp公演と仙台、沖縄公演を含むライブツアー『PassCode Zepp Tour 2019』を開催。ツアー初日、観客がペットボトルの水をステージにまき散らし、南が滑って転倒し右足を負傷。また、Gt.KENTの使用機材にも水が掛かり故障するなどトラブルが相次いだ。公式サイトは観覧時のマナーを呼びかけ、危険行為に対する警告を行った。
8月16日、『SUMMER SONIC 2019』に出演。
10月9日、『CLARITY Plus Tour 19-20』開催。
2020年
1月13日、新木場STUDIO COASTにて『CLARITY Plus Tour 19-20』ファイナルを開催。前日の公演を含め、両日SOLD OUT。日本武道館でのワンマンライブ開催を宣言した。
3月20日、フジテレビ系ドラマ『隕石家族』の主題歌に「STARRY SKY」が起用されたことを発表。また、めざましテレビでは撮影現場挨拶の様子が放送された。
4月10日、新型コロナウイルス（COVID-19）の影響で、グループ初のFC会員限定ツアー『PassCode Linkage First Tour 2020』全公演中止を発表。
4月24日、新型コロナウイルス（COVID-19）の影響で『PassCode STARRY TOUR 2020』の一部公演中止を発表。
5月17日（16日深夜）、ニッポン放送『オールナイトニッポン0(ZERO)』のパーソナリティを担当。
5月23日、『隕石家族』の第7話「アヒルの子」にメンバー全員で出演した。
5月26日、シングル「STARRY SKY」がグループ初のオリコン週間ランキング1位を獲得。
5月29日、新型コロナウイルスの影響で『PassCode STARRY TOUR 2020』は8月29日のKT Zepp Yokohama公演以外中止となった。
8月29日、『PassCode STARRY TOUR 2020』横浜公演を開催。新型コロナウイルスの影響で本ツアー唯一の開催となったため、場内は徹底した感染対策がなされた。新たにオープンしたKT Zepp Yokohamaでイベントを開催した10組目であり、ワンマン公演では神宿、RAZORに続いて3組目の公演となった。

### ROAD TO BUDOKAN
12月18日、日本武道館公演に向け、2021年に「ROAD TO BUDOKAN」と銘打った企画を展開。その第1弾として、今年12月23日に発売するメジャー3rdフルアルバム『STRIVE』を携えて全国ツアー「"STRIVE" for BUDOKAN Tour 2021」を開催することが決定した。新型コロナウイルスの影響により開催中止となったSTARRY TOUR 2020の都市を中心に廻る全国ツアーとなっている。南は自身のTwitterで「2020年やり残したことを2021年に、2021年の約束を2022年で」と述べた。
2021年
8月3日、体調不良のため一時療養していた今田がグループの勇退と芸能界の引退、ベストアルバム「PassCode THE BEST -LINK-」が同年9月27日にリリースを発表。
8月22日、元LADYBABYの有馬えみりが新メンバーとして加入。
11月10日、新体制初のシングル「Freely/FLAVOR OF BLUE」がリリースされた。
2022年
2月12日、初の日本武道館ワンマン公演『PassCode NIPPON BUDOKAN 2022』を開催。公演終盤の「Anything New」、「Ray」では、初の試みとして10名のストリングス隊を迎えての演奏となった。また「It's you」では「PrayInTheSky」と題し、シンガロングパートで事前にファンから募集した音声が使用された。
4月1日、エイプリルフール企画として新ミュージック・ビデオ「恋するチェリーときどき花粉症」が公式SNSとYouTubeにて公開。
12月21日、約1年ぶりとなる新作『REVERBERATE ep.』がリリース。
2023年
4月1日、2022年エイプリルフールの企画として公開された『恋するチェリーときどき花粉症』が配信リリース。
4月21日より、全国6都市7会場を廻る「REVERBERATE Plus Tour」を開始。
6月21日、約半年ぶり(新曲としては「MYTH」以来2カ月ぶり)となる新作『GROUNDSWELL ep.』をリリース。
7月29日、東京・Spotify O-EASTで開催される「10th Anniversary アイドル甲子園PREMIUM in Spotify O-EAST」に出演が決定。
9月3日から7日まで、アメリカ合衆国ダラス、ニューヨーク、ロサンゼルスにて初のアメリカツアー「PassCode US TOUR 2023 -GROUNDSWELL- presented by LIVE NATION」を開催。また10月6日のSpotify O-EAST公演より、アメリカツアーの流れを組んだ国内ツアー『US / JAPAN TOUR 2023 -GROUNDSWELL-』を全11都市12会場で開催。

### MoooD Recordsへ移籍
2024年
6月13日、Bandai Namco Music Live内の新設レーベルMoooD Recordsへの移籍を発表。移籍第1弾シングルとなる『WILLSHINE』のリリースを発表。

## 作品
順位はオリコン週間ランキング最高位。

### シングル

#### 会場限定シングル
| 1 | 2013年5月26日 | LOVE LOVE HAPPYDAY  | 1. LOVE LOVE HAPPYDAY 2. 春風ラバーズ 各オフボーカル収録      |
| 2 | 2013年5月26日 | Don't stop me NOW   | 1. Don't stop me NOW 2. 妄想的ギャラクシー 各オフボーカル収録 |
| 3 | 2013年8月25日 | Lockon マイダーリン | 1. Lockon マイダーリン 2. COLOR                               |

#### 配信シングル
| 1 | 2020年5月26日  | MANTRA                       | BRING ME THE HORIZONのカバー          |
| 2 | 2020年10月28日 | Anything New                 |                                       |
| 3 | 2022年12月07日 | SIREN                        | 「REVERBERATE ep.」から先行配信。     |
| 4 | 2023年04月01日 | 恋するチェリーときどき花粉症 | ぱすこーど名義。                      |
| 5 | 2023年04月12日 | MYTH                         | 『P北斗の拳-暴凶星-』新テーマソング。 |

### 映像作品
| #  | 発売日         | タイトル                                                                 |
| -- | -------------- | ------------------------------------------------------------------------ |
| 1  | 2015年3月18日  | ALL is VANITY                                                            |
| 2  | 2016年7月22日  | “TRIAL OF PASSCODE” TOUR FINAL TOKYO at AKASAKA BLITZ                    |
| 3  | 2018年12月19日 | PassCode 2016-2018 LIVE UNLIMITED PREMIUM BOX                            |
| 4  | 2018年12月19日 | PassCode MISS UNLIMITED Tour 2016 at STUDIO COAST                        |
| 5  | 2018年12月19日 | PassCode ZENITH TOUR 2017 FINAL SERIES at TSUTAYA O-EAST                 |
| 6  | 2018年12月19日 | PassCode presents VERSUS PASSCODE 2018 at BIGCAT                         |
| 7  | 2019年3月13日  | PassCode Taking you out TONIGHT! Tour 2018 Final at Zepp DiverCity Tokyo |
| 8  | 2019年7月31日  | PassCode Zepp Tour 2019 at Zepp Osaka Bayside                            |
| 9  | 2020年3月25日  | PassCode CLARITY Plus Tour 19-20 Final at STUDIO COAST                   |
| 10 | 2021年12月22日 | PassCode Zepp Tour 2021 at Zepp Haneda                                   |
| 11 | 2022年6月29日  | PassCode NIPPON BUDOKAN 2022                                             |

### タイアップ
| 年     | タイトル        | タイアップ                                                                   | 収録作品            |
| ------ | --------------- | ---------------------------------------------------------------------------- | ------------------- |
| 2017年 | bite the bullet | テレビ東京系ドラマ『フリンジマン〜愛人の作り方教えます〜』主題歌             | 『ZENITH』          |
| 2018年 | Ray             | TOKYO MX系アニメ『TO BE HEROINE』主題歌                                      | 『CLARITY』         |
| 2018年 | Taking you out  | スマホゲーム「アスファルト9:Legends」                                        | 『CLARITY』         |
| 2019年 | 一か八か        | TBS系ドラマ『賭ケグルイ season2』および『映画 賭ケグルイ』オープニングテーマ | 『CLARITY』         |
| 2019年 | PROJECTION      | マルカイコーポレーション「ABSENTE」                                          | 『CLARITY』         |
| 2019年 | ATLAS           | AVIOTワイヤレスイヤホン                                                      | 『STRIVE』          |
| 2020年 | STARRY SKY      | 東海テレビ系ドラマ『隕石家族』主題歌                                         | 『STRIVE』          |
| 2020年 | Anything New    | TBS系『スーパーサッカー』10月、11月エンディング・テーマ                      | 『STRIVE』          |
| 2021年 | FLAVOR OF BLUE  | アーケードカードゲーム『機動戦士ガンダム アーセナルベース』主題歌            | 『INSIGNIA』        |
| 2023年 | MYTH            | パチンコ『P北斗の拳-暴凶星-』テーマソング                                    | 『GROUNDSWELL ep.』 |
| 2024年 | WILLSHINE       | TVアニメ『SHY』第2期『東京奪還編』オープニングテーマ                         | 『INSIGNIA』        |
| 2024年 | SKILLAWAKE      | TVアニメ『転生貴族、鑑定スキルで成り上がる』第2期オープニングテーマ          | 『INSIGNIA』        |

## ライブ
| 年月                   | タイトル                                                     | 公演日・会場 | 備考 |
| ---------------------- | ------------------------------------------------------------ | --- | --- |
| 2015年10月 - 1月       | TRIAL OF PASSCODE                                            | 1. 10月25日 大阪・BIGCAT 2. 11月14日 福岡・LIVE SPOT WOW! 3. 12月13日 名古屋・DAYTRIVE 4. 12月23日 札幌・cube garden 5. 1月2日 東京・赤坂BLITZ | |
| 2016年4月              | V.P.C Vol.1                                                  | 1. 4月26日 大阪・心斎橋VARON - with 感覚ピエロ | |
| 2016年7月 - 8月        | PassCode VIRTUAL TOUR 2016                                   | 1. 7月2日 仙台・darwin 2. 7月3日 大阪・アメリカ村FANJ twice 3. 7月6日 名古屋・ell. FITS ALL 4. 7月8日 福岡・INSA 5. 8月8日 お台場・Zepp DiverCity | 最終日バンド編成 |
| 2016年11月 - 12月      | PassCode MISS UNLIMITED Tour 2016                            | 1. 11月3日 神戸・MUSIC ZOO KOBE 太陽と虎 2. 11月4日 名古屋・Electric Lady Land 3. 11月23日 札幌・DUCE SAPPORO 4. 11月25日 福岡・DRUM Be-1 5. 11月27日 岡山・CRAZYMAMA KINGDOM 6. 12月3日 仙台・darwin 7. 12月4日 新潟・NEXS Niigata 8. 12月10日 京都・KYOTO MUSE 9. 12月16日 大阪・BIGCAT 10. 12月18日 高松・DIME 11. 12月28日 新木場・STUDIO COAST | 本ツアーより全編バンド編成 |
| 2017年5月              | V.P.C vol.2                                                  | 1. 5月5日 大阪・梅田Zeela - with 魔法少女になり隊 | |
| 2017年6月 - 7月        | PassCode ''bite the bullet'' Short Tour 2017                 | 1. 6月28日 恵比寿・LIQUIDROOM - with SIX LOUNGE、MOROHA 2. 6月30日 名古屋・CLUB QUATTRO - with Another Story、ENTH 3. 7月29日 大阪・umeda TRAD - with FABLED NUMBER、Xmas Eileen | 東名阪対バンツアー 7月29日、BAND-MAID病欠 |
| 2017年7月              | V.P.C vol.3                                                  | 1. 7月8日 大阪・心斎橋VARON - with 眩暈SIREN | |
| 2017年11月 - 12月      | PassCode ZENITH TOUR 2017                                    | 1. 11月10日 渋谷・TSUTAYA O-WEST 2. 11月11日・12日 大阪・OSAKA MUSE 3. 11月16日 名古屋・ell. FITS ALL 4. 11月18日 金沢・vanvan V4 5. 11月19日 仙台・darwin 6. 11月23日 広島・CAVE-BE 7. 11月25日 高松・DIME 8. 11月26日 神戸・Harbor Studio 9. 12月2日 熊本・B.9 V2 10. 12月3日 福岡・DRUM Be-1 11. 12月10日 京都・KYOTO MUSE 12. 12月16日 札幌・DUCE SAPPORO | |
| 2018年1月 - 2月        | PassCode ZENITH TOUR 2017 FINAL SERIES                       | 1. 1月7日 渋谷・TSUTAYA O-EAST 2. 1月14日 名古屋・Electric Lady Land 3. 2月3日 大阪・BIGCAT | ZENITH追加公演 |
| 2018年7月              | VERSUS PASSCODE 2018                                         | 1. 7月1日 恵比寿・LIQUIDROOM - with a crowd of rebellion、SWANKY DANK 2. 7月7日 名古屋・CLUB QUATTRO - with Survive Said The Prophet 3. 7月8日 大阪・BIGCAT - with KNOCK OUT MONKEY | 東名阪対バンツアー |
| 2018年9月 - 12月       | PassCode Taking you out TONIGHT! Tour 2018                   | 1. 9月20日 渋谷・TSUTAYA O-EAST 2. 9月22日 名古屋・ボトムライン 3. 9月23日 大阪・なんばHatch 4. 9月29日・30日 福岡・DRUM Be-1 5. 10月7日 金沢・EIGHT HALL 6. 10月13日 台北・Clapper Studio 7. 10月20日・21日 ソウル・West Bridge Live Hall 8. 11月2日 広島・セカンド・クラッチ 9. 11月3日 高松・MONSTER 10. 11月4日 岡山・CRAZYMAMA KINGDOM 11. 11月10日 神戸・Harbor Studio 12. 11月11日 岐阜・CLUB ROOTS 13. 12月8日 新潟・NEXS Niigata 14. 12月9日 郡山・HIP SHOT JAPAN 15. 12月15日 札幌・PENNY LANE24 16. 12月20日 仙台・Rensa 17. 12月22日 お台場・Zepp DiverCity                                                                                  | |
| 2019年3月              | PassCode Presents「V.P.C」                                   | 1. 3月23日 大阪・BIGCAT - with オメでたい頭でなにより | |
| 2019年4月 - 5月        | PassCode Zepp Tour 2019                                      | 1. 4月13日 お台場・Zepp DiverCity 2. 4月21日 仙台・Rensa 3. 4月28日 大阪・Zepp Osaka Bayside 4. 4月29日 名古屋・Zepp Nagoya 5. 5月5日 福岡・Zepp Fukuoka 6. 5月12日 那覇・桜坂セントラル | Zeppツアー |
| 2019年8月              | VERSUS PASSCODE 2019                                         | 1. 8月23日 渋谷・TSUTAYA O-EAST - with 感覚ピエロ 2. 8月25日 名古屋・DIAMOND HALL - with KNOCK OUT MONKEY、Halo at 四畳半 3. 8月31日 大阪・なんばHatch - with BAND-MAID | 東名阪対バンツアー |
| 2019年10月 - 2020年1月 | CLARITY Plus Tour 19-20                                      | 1. 10月9日 東京・マイナビBLITZ赤坂 2. 10月20日 高松・MONSTER 3. 11月1日 広島・CLUB QUATTRO 4. 11月2日 福岡・スカラエスパシオ 5. 11月9日 盛岡・Club Change Wave 6. 11月10日 仙台・Rensa 7. 11月16日 新潟・NIIGATA LOTS 8. 11月17日 金沢・EIGHT HALL 9. 11月24日 神戸・Harbor Studio 10. 12月7日 大阪・なんばHatch 11. 12月13日 名古屋・DIAMOND HALL 12. 12月21日・22日 札幌・PENNY LANE 24 13. 1月12日・13日 新木場・STUDIO COAST 14. 1月19日 名古屋・Zepp Nagoya | ファイナルは新木場STUDIO COAST Zepp名古屋で追加公演 |
| 2020年4月 - 5月        | Linkage First Tour 2020                                      | 1. 4月30日 名古屋・Electric Lady Land（中止） 2. 5月4日 渋谷・duo MUSIC EXCHANGE（中止） 3. 5月5日 新宿・BLAZE（中止） 4. 5月25日 梅田・CLUB QUATTRO（中止） | 初のFC会員限定ツアー 新型コロナウイルスの感染拡大の影響で全公演中止 |
| 2020年5月 - 8月        | PassCode STARRY TOUR 2020                                    | 1. 5月30日 東京・豊洲PIT（中止） 2. 6月13日・14日 名古屋・DIAMOND HALL（中止） 3. 6月20日 新潟・LOTS（中止） 4. 6月21日 金沢・EIGHT HALL（中止） 5. 6月26日・27日 大阪・なんばHatch（中止） 6. 7月4日 福岡・DRUM LOGOS（中止） 7. 7月5日 広島・CLUB QUATTRO（中止） 8. 7月18日 香川・高松オリーブホール（中止） 9. 7月19日 兵庫・神戸Harbor Studio（中止） 10. 7月23日 仙台・Rensa（中止） 11. 7月24日 浜松・窓枠（中止） 12. 7月26日 滋賀・U★STONE（中止） 13. 8月1日・2日 札幌・PENNY LANE 24（中止） 14. 8月29日 横浜・KT Zepp Yokohama 15. 9月6日 小樽・GOLD STONE（中止） 16. 9月7日 札幌・cube garden（中止） 17. 9月27日 大阪・Zepp Osaka Bayside | 札幌公演は東京五輪マラソン札幌開催の影響で9月に順延 その後、新型コロナウイルスの影響でKT Zepp Yokohamaを除き中止 Zepp Osaka Baysideで追加公演                                                                                                  |
| 2020年11月 - 12月      | Linkage First Tour 2020                                      | 1. 11月18日 渋谷・TSUTAYA O-WEST 2. 11月19日 渋谷・duo MUSIC EXCHANGE 3. 11月26日 新宿・BLAZE 4. 12月8日 恵比寿・LIQUIDROOM 5. 12月9日 梅田・CLUB QUATTRO | 中止されていた初のFC会員限定ツアーを都内で開催 梅田・CLUB QUATTROで追加公演 |
| 2021年2月 - 12月       | "STRIVE" for BUDOKAN Tour 2021                               | 1. 2月13日 名古屋・DIAMOND HALL 2. 2月21日 大阪・なんばHatch 3. 2月23日 東京・豊洲PIT 4. 2月27日 滋賀・U★STONE 5. 2月28日 浜松・窓枠 6. 3月18日 大阪・なんばHatch 7. 5月13日 名古屋・DIAMOND HALL 8. 5月15日 福岡・スカラエスパシオ 9. 5月16日 熊本・B9 V.1 10. 7月22日 岡山・CRAZYMAMA KINGDOM 11. 7月24日 高松・festhalle 12. 7月25日 神戸・Harbor Studio 13. 7月30日 大阪・なんばHatch 14. 8月7日 横浜・BAY HALL 15. 8月14日 金沢・EIGHT HALL 16. 8月15日 新潟・Studio NEXS 17. 12月16日 東京・Zepp Tokyo | 熊本公演が今田夢菜最後のステージとなる |
| 2021年9月 - 11月       | PassCode Zepp Tour 2021                                      | 1. 9月11日 仙台・SENDAI GIGS 2. 9月19日 東京・Zepp Haneda 3. 9月23日 北海道・Zepp Sapporo 4. 10月10日 愛知・Zepp Nagoya 5. 10月30日 福岡・Zepp Fukuoka 6. 10月31日 大阪・Zepp Osaka Bayside 7. 11月6日 沖縄・MUSIC TOWN OTOICHIBA | 仙台公演が有馬えみりの加入後の初ライブ |
| 2021年11月             | VERSUS PASSCODE 2021                                         | 1. 11月19日 大阪・フェニーチェ堺 - with THE ORAL CIGARETTES 2. 11月28日 大阪・パシフィコ横浜 - with MY FIRST STORY | |
| 2022年1月 - 2月        | LINKAGE TOUR 2022                                            | 1. 1月18日 渋谷・TSUTAYA O-EAST 2. 1月19日 渋谷・恵比寿・LIQUIDROOM 3. 2月5日 大阪・なんばHatch | |
| 2022年2月              | PassCode NIPPON BUDOKAN 2022                                 | 1. 2月12日 東京・日本武道館 | |
| 2022年5月              | Pass Code HIBIYA PARK/OSAKA CASTLE PARK 2022                 | 1. 5月1日 大阪・大阪城音楽堂 2. 5月21日 東京・日比谷公園大音楽堂 | |
| 2022年6月              | VERSUS PASSCODE 2022                                         | 1. 6月21日 東京・豊洲PIT - with 私立恵比寿中学 | |
| 2022年8月-9月、12月    | PassCode -TOUR 2022-                                         | 1. 8月7日 福岡・Zepp Fukuoka 2. 8月21日 東京・Zepp Divercity 3. 8月28日 大阪・Zepp Osaka Bayside 4. 9月1日 神奈川・KT Zepp Yokohama 5. 9月25日 愛知・Zepp Nagoya 6. 12月24日・25日 北海道・PENNY LANE24 | |
| 2022年10月 - 12月      | Linkage Tour 2022                                            | 1. 10月7日・8日 兵庫・Harbor Studio 2. 11月28日・29日 東京・新宿BLAZE 3. 12月14日 愛知・DIAMOND HALL 4. 1月28日 大阪・なんばHatch | 全公演、PassCodeの"妹分"ユニットである「ぱすこーど」がオープニングアクトを務めた。また、10月8日の兵庫公演、11月28日の東京公演では、ゲストとしてDAYLIGHT SEASONが出演した。1月28日の大阪公演は追加公演として、2022年12月2日に開催が発表された。 |
| 2023年2月 - 3月        | ENIGUMA TALK TOUR                                            | 1. 2月5日(昼・夜2公演) 東京・代官山UNIT 2. 2月11日 北海道・札幌nORBESA 3. 2月18日 大阪・Music Club JANUS 4. 2月26日 愛知・白龍ホール 5. 3月5日 宮城・誰も知らないホール 6. 3月20日 福岡・The Voodoo Lounge 7. 3月21日 広島・LIVE VANQUESH | トークショー・チェキ会を開催。2月5日の東京公演(夜公演)は追加公演として、2023年1月16日に開催が発表された。 |
| 2023年4月 - 7月        | REVERBERATE Plus Tour 2023                                   | 1. 4月21日 宮城・仙台Rensa 2. 5月13日 福岡・Zepp Fukuoka 3. 5月14日 大阪・Zepp Osaka Bayside 4. 5月25日 愛知・Zepp Nagoya 5. 5月28日 東京・Zepp Haneda 6. 6月16日 神奈川・KT Zepp Yokohama 7. 7月20日 東京・Zepp Shinjuku | 令和5年5月8日を以て「新型コロナウイルス感染症対策の基本的対処方針」が廃止される事になり、これ以降のライブにおいて声出し等の制限が撤廃された。                                                                                                  |
| 2023年9月              | PassCode US TOUR 2023 -GROUNDSWELL- presented by LIVE NATION | 1. 9月3日 Dallas：The Cambridge Room at House Of Blues 2. 9月5日 New York：Gramercy Theatre 3. 9月7日 Los Angeles：The Echo | |
| 2023年10月 - 12月      | US / JAPAN TOUR 2023 -GROUNDSWELL-                           | 1. 10月6日 東京・渋谷Spotify O-EAST 2. 10月7日 神奈川・1000 CLUB 3. 10月15日 福岡・DRUM LOGOS 4. 11月3日 兵庫・神戸Harbor Studio 5. 11月4日 広島・LIVE VANQUISH 6. 11月18日 石川・金沢EIGHT HALL 7. 11月19日 新潟・NIIGATA LOTS 8. 11月24日 愛知・名古屋DIAMOND HALL 9. 11月26日 福島・Hip Shot Japan 10. 12月2日 香川・高松オリーブホール 11. 12月3日 大阪・なんばHatch 12. 12月9日 東京・豊洲PIT | |
| 2024年3月 - 12月       | Linkage Tour 2024                                            | 1. 3月1日 福岡・DRUM Be-1 2. 3月2日 兵庫・神戸Harbor Studio 3. 3月7日 愛知・CLUB QUATTRO 4. 3月9日 神奈川・ SUPERNOVA KAWASAKI 5. 3月14日 東京・新宿BLAZE 6. 3月21日 大阪・BIG CAT 7. 3月23日 京都・KYOTO MUSE 8. 3月31日 静岡・LIVE ROXY SHIZUOKA | ギターKENTが急性膵炎で入院のため福岡、神戸公演を欠席 |

## 出演

### ラジオ
- Radio PassCode（2017年、FM NACK5）[115]
- LIKE SONG（2018年11月 - 2023年12月、Backstage Café 火曜日）- 南がパーソナリティを務める[116]
- サタデーミュージックバトル 天野ひろゆき ルート930（2020年、ニッポン放送）※南のみ、2020年4月度アシスタント[117]
- PassCodeのオールナイトニッポン0(ZERO)（2020年、ニッポン放送）

### テレビドラマ
- さいはてれび（2017年、フジテレビオンデマンド）- 南[118]
- 隕石家族（2020年、フジテレビ）

### ウェブテレビ
- 鈴木愛理の火曜TheNIGHT（2019年10月2日、AbemaTV）
- ニッポン放送『サタデーミュージックバトル天野ひろゆき ルート930』外伝 YouTubeライブスペシャル（2020年5月22日、YouTube）- PassCode「STARRY SKY」発売記念＆「隕石家族」最終回目前緊急企画！[119]

### CM
- DMM.com（2018年）- 今田[120]

## 書籍

### 写真集
- グレイプス『閃光と瞬くキミ 南菜生（PassCode）x 飯田エリカ』聖地書店（仮）、2017年2月15日。ISBN 9784294000557。[121]
- 『PassCode to the light』リットーミュージック、2018年。ISBN 9784845630622。[122]